# كأس الدوري الياباني 2005
كأس الدوري الياباني 2005 (باليابانية: 2005年のJリーグカップ) هو الموسم 13 من كأس الدوري الياباني. أشرف على تنظيمه دوري الدرجة الأولى الياباني، وكان عدد الأندية المشاركة فيه 18، وفاز فيه جيف يونايتد تشيبا.